# Aliens: Thanatos Encounter
Aliens: Thanatos Encounter est un jeu vidéo d'action développé par Crawfish Interactive et édité par THQ, sorti en 2001 sur Game Boy Color.

## Accueil
- Jeuxvideo.com : 14/20[1]